# If You Could Read My Mind (album de Viola Wills)
Pour les articles homonymes, voir If You Could Read My Mind (homonymie).
Albums de Viola Wills
Soft Centers
(1974) Space
(1983)
If You Could Read My Mind est le second album de Viola Wills sorti en octobre 1980. Il contient le titre If You Could Read My Mind, sorti quelques mois plus tôt, qui est une reprise d'un morceau de Gordon Lightfood.
Il est publié chez Hansa/Ariola Records dans des versions européenne (référence 203 183) et américaine (référence OL 1507), différant principalement par la présence de son plus grand succès disco Gonna Get Along Without you Now en face B de la version européenne, remplacé par le titre Something About You (une chanson écrite par Wills elle-même) dans la version américaine.
L'album est produit par Jerry McCabe et arrangé par Brian Rogers. La pochette est réalisée par le photographe anglais Brian Aris (en).
En 2012,, une réédition parue chez Cherry Red Records ajoute 6 pistes : quatre versions remixées de Gonna Get Along Without You Now, une version disco de (There's) Always Something There To Remind Me et un remix du titre éponyme de l'album par Tom Moulton.

## Liste des pistes
| 1.  | If You Could Read My Mind                     | Gordon Lightfoot                       | 5:40 |
| 2.  | Midnight Love (en)                            | Carole Bayer Sager, Melissa Manchester | 3:47 |
| 3.  | That Same Old Feeling (en)                    | Tony Macaulay                          | 3:11 |
| 4.  | Don't Ever Stop Loving Me                     | Viola Wills                            | 3:56 |
| 5.  | (There's) Always Something There To Remind Me | Burt Bacharach, Hal David              | 4:06 |
| 6.  | Gonna Get Along Without You Now               | Milton Kellem                          | 3:16 |
| 7.  | Secret Love (en)                              | Paul Francis Webster, Sammy Fain       | 4:07 |
| 8.  | Let Me Be Your Rock                           | Viola Wills                            | 4:04 |
| 9.  | Starry Eyed (en)                              | Earl Shuman, Mort Garson               | 2:46 |
| 10. | Up On The Roof                                | Gerry Goffin, Carole King              | 5:54 |

| 1.  | If You Could Read My Mind                     | Gordon Lightfoot                       | 5:34 |
| 2.  | Secret Love (en)                              | Paul Francis Webster, Sammy Fain       | 3:38 |
| 3.  | Midnight Love (en)                            | Carole Bayer Sager, Melissa Manchester | 3:30 |
| 4.  | Something About You                           | Viola Wills                            | 3:48 |
| 5.  | (There's) Always Something There To Remind Me | Burt Bacharach, Hal David              | 3:55 |
| 6.  | Up On The Roof                                | Gerry Goffin, Carole King              | 3:53 |
| 7.  | Let Me Be Your Rock                           | Viola Wills                            | 3:59 |
| 8.  | Don't Ever Stop Loving Me                     | Viola Wills                            | 3:55 |
| 9.  | Starry Eyed (en)                              | Earl Shuman, Mort Garson               | 2:44 |
| 10. | That Same Old Feeling (en)                    | Tony Macaulay                          | 3:11 |

| 11. | Gonna Get Along Without You Now (Disco Version)                                                                 | Milton Kellem             | 5:17 |
| 12. | If You Could Read My Mind ("A Tom Moulton Mix")                                                                 | Gordon Lightfoot          | 6:28 |
| 13. | (There's) Always Something There To Remind Me (Disco Version)                                                   | Burt Bacharach, Hal David | 7:11 |
| 14. | Gonna Get Along Without You Now (Original Mix)                                                                  | Milton Kellem             | 4:40 |
| 15. | Gonna Get Along Without You Now (1984 Celebration Remix) (mixé par A. Clark, J. McCabe, P. Towner)              | Milton Kellem             | 5:52 |
| 16. | Gonna Get Along Without You Now (1984 Instrumental Celebration Remix) (mixé par A. Clark, J. McCabe, P. Towner) | Milton Kellem             | 3:38 |

## Classement
L'album se classe au 31e rang du hit parade national aux Pays-Bas, restant 5 semaines dans le classement.
| Classement (1980) | Position |
| ----------------- | -------- |
| Pays-Bas (Top 40) | 31       |
| Australie (Kent)  | 76       |

## Crédits
- Chant : Viola Wills
- Basse : Dennis (Blackbeard) Bovell, Tony Hibbet
- Percussions : Phil Towner
- Guitare : John Kpiaye
- Claviers : Nick (Straker) Bailey
- Chœurs : Chris Ivey, David Ivey, Viola Wills